# Madrid, Surigao del Sur
Madrid là một đô thị hạng 5 ở tỉnh Surigao del Sur, Philippines. Theo điều tra dân số năm 2000, đô thị này có dân số 14.066 người trong 2.862 hộ.

## Các đơn vị hành chính
Madrid được chia thành 14 barangay.
- Bagsac
- Bayogo
- Linibonan
- Magsaysay
- Manga
- Panayogon
- Patong Patong
- Quirino (Pob.)
- San Antonio
- San Juan
- San Roque
- San Vicente
- Songkit
- Union